# Loma Linda East (Teksas)
Loma Linda East – jednostka osadnicza w Stanach Zjednoczonych, w stanie Teksas, w hrabstwie Starr.